# Isla Gò Găng
Gò Găng es una isla de Vietnam, administrativamente dependiente de la provincia de  Bà Rịa-Vũng Tàu.

## Geografía
La isla de Gò Găng se encuentra en la comuna Long Son de Vũng Tàu y a tres kilómetros al suroeste del centro de Vũng Tàu. La isla cuenta con treinta kilómetros cuadrados y está rodeada en tres de sus lados por ríos, tributarios del delta del Mekong y del río Dinh, y en el otro por el mar. Su topografía incluye también un sistema de bosques, estanques y lagos. Al oeste, linda con la isla de Long Sơn, con la cual se conecta mediante el puente Chà Và. Se conecta con la ciudad de Vũng Tàu en el este a través del puente Gò Găng. 

## Desarrollo
Históricamente Gò Găng fue una isla relativamente desierta y con infraestructura mínima, sin conexión a las redes municipal de agua o de electricidad, y para acceder a ella se requería viajar por bote. A partir del 2005, los proyectos del puente Gò Găng comenzaron a estimular el desarrollo económico y la inversión. Con la construcción del puente de  Gò Găng que conecta con la Autopista Nacional 51, mejoraron las posibilidades de realizar negocios o residir en la isla. En septiembre de 2011 se instalaron estaciones de energía eólica y paneles solares paliar la falta de electricidad debido a la carencia de una red eléctrica. En 2015 se revisaron los planes de ordenamiento territorial para evaluar si es posible continuar el desarrollo sin dañar profundamente el hábitat natural de la isla.
En 2020, funcionarios de la provincia de Bà Rịa-Vũng Tàu manifestaron su intención de hacer que la isla sea su pieza central para una nueva zona económica que se enfocaría en el desarrollo sostenible, asignando el 57% de la isla para construcciones urbanas. Esto incluiría viviendas, complejos de centros comerciales, un centro de pesca local y otras obras de infraestructura. El plan también proveería una vivienda para 65 mil residentes en la isla.

## Aeropuerto de Gò Găng
En 2020, se anunciaron planes oficiales para la construcción de un aeropuerto nuevo en Gò Găng, con una superficie de 250 hectáreas al suroeste de la bahía de Gành Rái y noroeste del río Chà Và, con el propósito de reemplazar el Aeropuerto de Vũng Tàu y aumentar la capacidad de viajes y turismo. El 13 de abril de 2020 se aprobó una ubicación para la construcción del aeropuerto.